# Manuel de Jesus Fortes

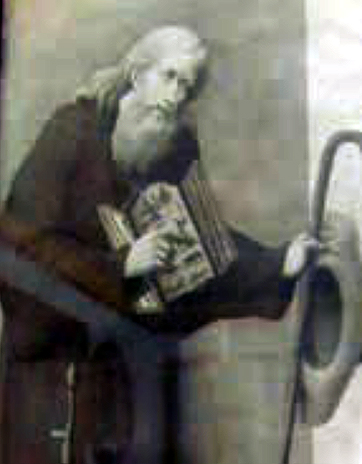
Detalhe de retrato póstumo de Manuel de Jesus Fortes, 1860

Manuel de Jesus Fortes (Espanha?,? — Minas Gerais?, depois de 1796) foi um ermitão franciscano fundador de duas instituições assistencialistas no Brasil: a Santa Casa da Misericórdia de São João del-Rei (1783) e a Santa Casa de Caridade de Diamantina (1790), ambas ainda em atividade, com uma longa trajetória de relevantes serviços prestados às suas comunidades.

## Biografia
De origem incerta e vida obscura e envolta em lendas, diz uma tradição que era de família espanhola abastada e vivera a juventude entregue ao ócio e aos prazeres, mas depois de passar por uma experiência mística teria mudado de rumo radicalmente, tornando-se um ermitão devotado à caridade.
Em 21 de outubro de 1771 estava em Vila Rica, no Brasil, jurando o compromisso de admissão na Ordem Terceira de São Francisco de Assis, e em 1772 construiu uma ermida na localidade de Alto do Passa Dez, dedicada ao Santíssimo Coração de Jesus, São Miguel e as Almas do Purgatório, "por não haver na dita paragem capela alguma". Em 15 de outubro de 1773 pediu licença à Ordem para usar as vestes da penitência a fim de esmolar.

### Vila de São João del-Rei
Desejava construir um hospital para os pobres em São João del-Rei, onde "se pudessem recolher para serem assistidos de médico, cirurgião e botica, e ao mesmo tempo do alimento necessário". Em janeiro de 1783 as obras estavam concluídas, e a então chamada Casa de Caridade começou a funcionar, contando com 30 leitos e uma capela dedicada a Nossa Senhora da Misericórdia, São João de Deus e as Almas do Purgatório, "para os enfermos se poderem confessar na entrada que fizerem para o mesmo hospital e nas ocasiões em que carecerem de sacramentos ou aperto de suas enfermidades". Em quatro meses o hospital já havia curado 60 pessoas. Segundo Manoela de Araújo, apesar de ter sido descrito como "homem ordinário e pouco dotado dos bens da terra", Fortes era "bem relacionado, pois além de ter conseguido um avultado número de esmolas para poder construir o dito hospital em tão pouco tempo, ele reuniu o testemunho de outros vários moradores ilustres da região atestando 'a sua probidade e boa conduta na legítima aplicação das esmolas que se conseguem'". Teve vários colaboradores na empreitada. O termo de aprovação da capela foi passado em 6 de janeiro de 1784.  Tencionando consolidar sua obra com o estatuto régio de Santa Casa de Misericórdia, ainda em 1783 Fortes endereçou um requerimento à rainha Maria I, pedindo ao mesmo tempo permissão para fundar uma irmandade mantenedora. O pedido foi encaminhado em 1785 para análise do presidente do Conselho Ultramarino, o Conde da Cunha. Embora o mérito da iniciativa tenha sido reconhecido, foram levantadas dúvidas sobre sua sustentabilidade, e a aprovação tardou.

### Arraial do Tijuco

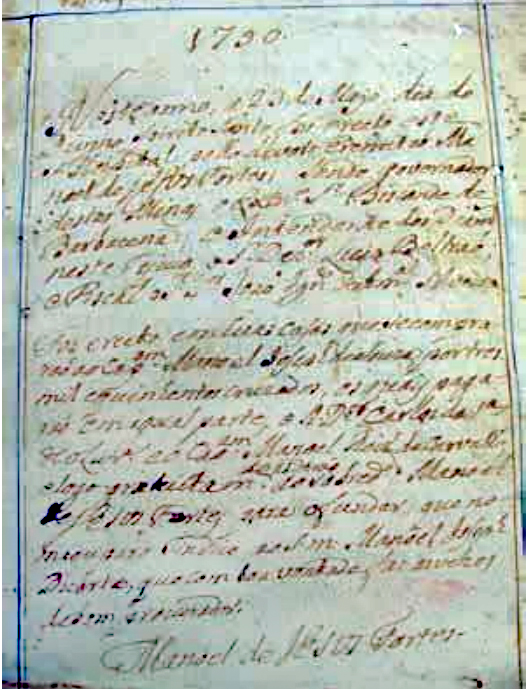
Ata de fundação da Santa Casa de Caridade de Diamantina, 1790, com a assinatura de Fortes

Enquanto isso, em 1787 já havia deixado São João del-Rei e se encontrava no Arraial do Tijuco, arrecadando esmolas a fim de instalar outra Casa de Caridade. Em 1790, tendo recebido grandes doações do doutor Carlos da Silva e Oliveira e do capitão Manuel Rodrigues de Carvalho, comprou duas casas do capitão Manuel Lopes de Souza por três mil e quinhentos cruzados, transformando-as em enfermarias. A instituição foi fundada oficialmente em 23 de maio do mesmo ano, tendo como presidente Rafael da Rocha Neves Quintela. Logo o hospital recebia doentes e Fortes já começava uma ampliação, servindo ele mesmo como obreiro e ainda esmolando pela região. Além do atendimento aos pobres, o hospital prestava serviços remunerados ao governo tratando de escravos e soldados.
Em 1796 Fortes acabou entrando em atrito com o intendente João Inácio do Amaral, foi acusado de envolvimento no contrabando de diamantes e expulso do Arraial. Depois disso não há mais nenhum registro sobre ele e seu destino final é ignorado.

## Legado

### São João del-Rei

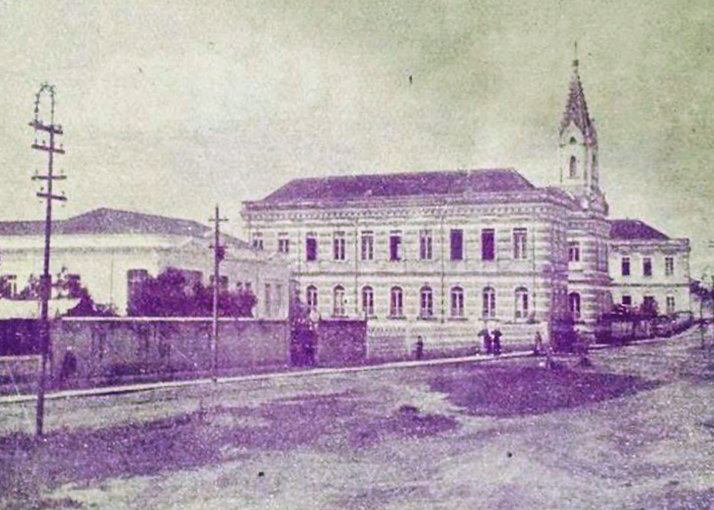
A Santa Casa de Misericórdia de São João del-Rei e sua capela em 1918, depois de uma grande reforma em 1914

Apesar do requerimento de 1783 endereçado à rainha para alçar o hospital à condição de Santa Casa da Misericórdia, foi somente pela provisão régia de 31 de outubro de 1816 que recebeu o estatuto, sendo instruída a adotar o Compromisso de Lisboa, que regia todas as Misericórdias, mas com permissão para adaptá-lo às possibilidades locais. Em 21 de janeiro de 1817 foi formalizada a criação da irmandade, sendo em seguida eleita a primeira mesa diretora e o capelão-mor. A instituição se expandiu com o tempo, permanecendo ativa até hoje, denominada Santa Casa da Misericórdia de São João del-Rei.

### Diamantina

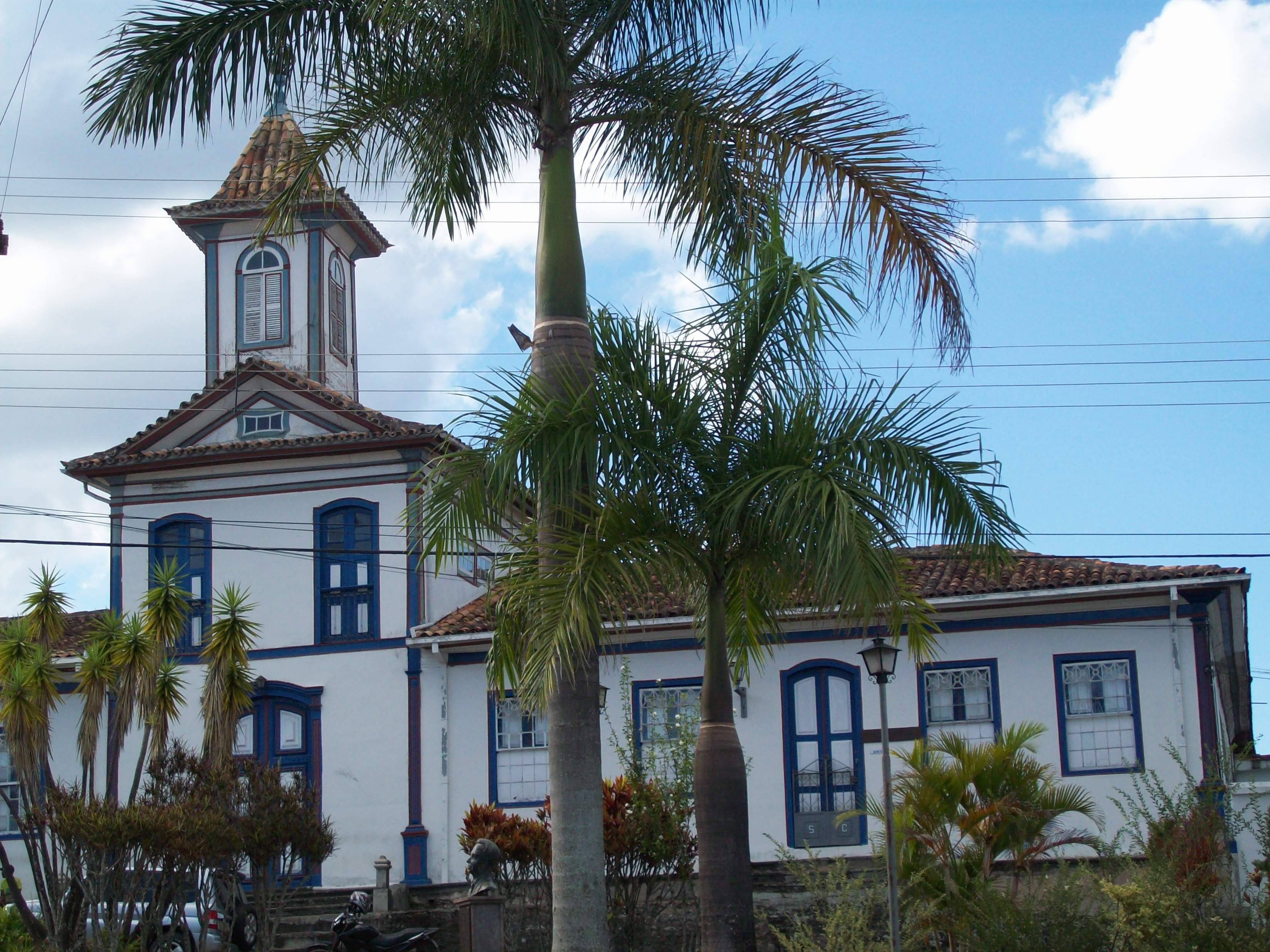
A Santa Casa de Diamantina

Com sua partida do arraial do Tijuco, o hospital entrou em decadência e em 1810 fechou. Em 1832 foi criada a Irmandade de Santa Isabel, com a finalidade de arrecadar fundos para a reabertura. A instituição teve seus estatutos aprovados em 22 de fevereiro de 1836, mas nunca foi reconhecida como Santa Casa de Misericórdia. Reabriu em 4 de julho de 1838, sendo subvencionada com uma pequena dotação permanente do Estado, rendas de um teatro e loterias, além de doações espontâneas dos cidadãos. Hoje permanece ativa com o nome de Santa Casa de Caridade de Diamantina.